# Mnichowice (gromada)
Mnichowice – dawna gromada, czyli najmniejsza jednostka podziału terytorialnego Polskiej Rzeczypospolitej Ludowej w latach 1954–1972.
Gromady, z gromadzkimi radami narodowymi (GRN) jako organami władzy najniższego stopnia na wsi, funkcjonowały od reformy reorganizującej administrację wiejską przeprowadzonej jesienią 1954 do momentu ich zniesienia z dniem 1 stycznia 1973, tym samym wypierając organizację gminną w latach 1954–1972.
Gromadę Mnichowice z siedzibą GRN w Mnichowicach utworzono – jako jedną z 8759 gromad na obszarze Polski – w powiecie wrocławskim w woj. wrocławskim, na mocy uchwały nr 32/54 WRN we Wrocławiu z dnia 2 października 1954. W skład jednostki weszły obszary dotychczasowych gromad Mnichowice, Bratowice, Jarosławice, Milejowice, Okrzeszyce, Rynakowice, Wilkowice i Wojkowice ze zniesionej gminy Żórawina oraz Bogusławice i Ozorzyce ze zniesionej gminy Św. Katarzyna w tymże powiecie. Dla gromady ustalono 15 członków gromadzkiej rady narodowej.
1 stycznia 1960 gromadę zniesiono, a jej obszar włączono do gromad: Święta Katarzyna (wsie Ozorzyce i Bogusławice), Żórawina (wsie Mnichowice, Bratowice, Jarosławice, Okrzeszyce, Rynakowice, Milejowice i Wojkowice) i Węgry (wieś Wilkowice) w tymże powiecie.